# ヴァンプ・ショウ
『ヴァンプ・ショウ』（Vamp Show）は、三谷幸喜脚本による舞台劇。1992年初演。

## ストーリー
全国を旅して暮らす、陽気な五人の男たち。
みんな揃って歌好きで、何故だか全員、夜行性。趣味は襲撃、献血力―。
苦手なものは、十字架で、大好きなのは―チュウチュウチュウ!?
彼らの正体は吸血鬼。彼らはうっそうとした森に囲まれたさびれた山間の駅にたどり着く。駅には駅長と、電車を待つ女性が一人……。

## キャスト
| 役名     | 初演舞台版 （1992年） | 再演版 （2001年） | 再演版 （2022年） |
| -------- | --------------------- | ----------------- | ----------------- |
| 島寿男   | 京晋佑                | 堺雅人            | 岡山天音          |
| 坂東正勝 | 西村雅彦              | 佐々木蔵之介      | 平埜生成          |
| 丹下和美 | 古田新太              | 橋本潤            | 戸塚純貴          |
| 佐竹慎一 | 池田成志              | 河原雅彦          | 塩野瑛久          |
| 野田英介 | まつおあきら          | 伊藤俊人          | 尾上寛之          |
| 小田巻香 | 藤井かほり            | 松尾れい子        | 久保田紗友        |
| 藤原是清 | 一橋壮太朗            | 手塚とおる        | 菅原永二          |

## 上演データ

### 初演（1992年）
- 演出：池田成志、板垣恭一（共同演出）
- 劇場：スペース・ゼロ（2月24日 - 3月8日）

### 再演（2001年）
- 演出：池田成志
- 劇場：PARCO劇場（6月2日 - 7月8日）、シアター・ドラマシティ（7月13日 - 22日）

### 再演（2022年）
- 演出：河原雅彦
- 劇場：PARCO劇場（8月8日 - 28日）ほか